# Tour d'Irlande juniors
Le Tour d'Irlande juniors (en anglais : Junior Tour of Ireland) est une course cycliste par étapes disputée en Irlande. Créée en 1981, cette épreuve d'envergure internationale est réservée aux coureurs juniors (moins de 19 ans). 
En 2014, l'Irlandais Eddie Dunbar devient le premier coureur à inscrire à deux reprises son nom au palmarès de l'épreuve,.
L'édition 2020 est annulée en raison de la pandémie de Covid-19.

## Palmarès
| Année     | Vainqueur              | Deuxième           | Troisième            |
| --------- | ---------------------- | ------------------ | -------------------- |
| 1978      | Martin Earley          | Terry Taylor       | Tony Murphy          |
| 1979      | Eddie Keehan           | Paul Maxwell       | Martin Earley        |
| 1980      | Paul McCormack (en)    |                    |                      |
| 1981      | Gary Thompson (en)     | Aidan Harrison     | Paul McCormack (en)  |
| 1982      | Aidan Harrison         | Michael Ruane      | Stephen Cole         |
| 1983      | Stephen Spratt (en)    |                    |                      |
| 1984      | Nigel Simpson          |                    |                      |
| 1985      | Ian Chivers            |                    |                      |
| 1986      | Andrew Moss            |                    |                      |
| 1987      | Richard O'Gorman       |                    |                      |
| 1988      | Richard Groenendaal    |                    |                      |
| 1989      | Mark Dawes             |                    |                      |
| 1990      | Peter Daly             |                    |                      |
| 1991      | Tommy Evans (en)       |                    |                      |
| 1992      | Michael Fitzgerald     |                    |                      |
| 1993      | Simon Coughlan         | Scott Hamilton     | Aidan Duff           |
| 1994      | Aidan Duff             |                    |                      |
| 1995      | Anthony Aspel          |                    |                      |
| 1996      | Barry Twohig           | Jo Chevalier       | Kristof Freyae       |
| 1997      | Alain van Katwijk (nl) | Mark Scanlon       | Derek Finnegan       |
| 1998      | Mark Scanlon           | Bradley Wiggins    | Yanto Barker         |
| 1999      | Brian Ahern            | Daniel Lynch       | Patrick Egan         |
| 2000      | Kieran Page            | Freek Foole        | Norbert Poels        |
| 2001      | Philippe Tesson        | Philip Deignan     | Ben Clark            |
| 2002,     | Nicolas Roche          | Joost van Leijen   | Theo Hardwick        |
| 2003,     | Kai Reus               | Jesse Anthony      | Leon Nel             |
| 2004      | Ian Stannard           | Robert Gesink      | Peter Williams       |
| 2005      | Joey Bestebreurje      | Willem Schwaner    | Colm Cassidy         |
| 2006      | Luke Rowe              | Ben King           | Geert van der Sanden |
| 2007      | Niek van Geffen        | Sam Bennett        | Sam Webster          |
| 2008      | Sam Bennett            | Mark Christian     | Simon Lambert-Lemay  |
| 2009      | Matthew Bailey         | Louis Meintjes     | Charles Prendergast  |
| 2010      | Stuart Wight           | Robin Eckmann      | Joe Kelly            |
| 2011      | Thomas Wrona           | Kevin Patten       | James Fourie         |
| 2012      | Colin Joyce            | Curtis White       | Cormac Clarke        |
| 2013      | Eddie Dunbar           | Mark Downey        | Baptiste Traca       |
| 2014      | Eddie Dunbar           | Michael O'Loughlin | Dylan O'Brien        |
| 2015      | Marin Joublot-Ferré    | Darragh O'Mahony   | Simon Tuomey         |
| 2016      | Charlie Meredith       | Robert O'Leary     | Ben Walsh            |
| 2017      | Ben Walsh              | Gaelen Kilburn     | Aaron Doherty        |
| 2018      | Ricardo Broxham        | Andrew Vollmer     | Matthew Oliveira     |
| 2019      | Nicolas Rivard         | Kevin McCambridge  | Travis Stedman       |
| 2020-2021 | non disputé            | non disputé        | non disputé          |
| 2022      | Andrew August          | Lucas Jowett       | Mattie Dodd          |
| 2023      | Hudson Lubbers         | Liam O'Brien       | Kaden Colling        |
| 2024      | Brendan Luongo         | Otis Engel         | Tom Mead             |
| 2025      | Matthew Walls          | Jack Ray           | Garrett Beshore      |